# Krypteia

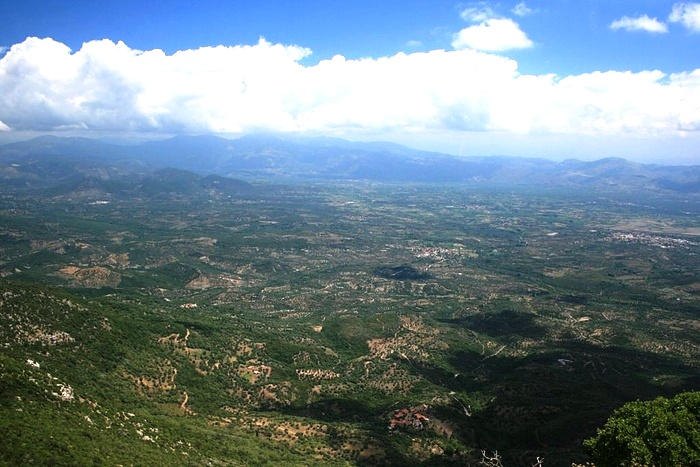
Letecký pohled na kraj původních obyvatel rituálu Krypteia.

Krypteia (starořecky κρυπτεία) byla původně zřejmě iniciační rituál ve starověké Spartě. Šlo o jakousi zkoušku, kterou procházeli spartští mladíci. Docházelo k ní každý podzim. To byla ze strany Sparťanů vyhlášena vůči heilótům oficiální válka. Neozbrojení či jen lehce vyzbrojení (nůž) mladíci s minimem zásob byli vysíláni na venkov obývaný převážně spartskými otroky-heilóty. Zde se v průběhu dne skrývali a v noci se pak vydávali vyhledávat „nebezpečné“ heilóty s cílem je zabít. Zabití heilóta pak představovalo jeden ze stupňů přijetí mezi muže. Podle náznaků se dá usoudit, že se tento rituál vyvíjel. Někteří historikové se domnívají, že šlo o formu guerrillové války, kterou vůči heilótům vedli spartští válečníci, aby podrývali v zárodku jakoukoliv jejich opozici. Podle některých jiných teorií byla krypteia jistým druhem spartské tajné policie, určené právě ke kontrole heilótů.